# Ján Čado
Ján Čado (ur. 7 maja 1963 w Trzcianie) – słowacki lekkoatleta, trójskoczek i skoczek w dal, medalista halowych mistrzostw Europy. Podczas swojej kariery reprezentował Czechosłowację.

## Kariera sportowa
Zajął 4. miejsce w trójskoku na halowych mistrzostwach Europy w 1983 w Budapeszcie i 6. miejsce w tej konkurencji na mistrzostwach świata w 1983 w Helsinkach. Na halowych mistrzostwach Europy w 1984 w Göteborgu zajął ponownie 4. miejsce w trójskoku, a także 10. miejsce w skoku w dal.
Nie wziął udziału w igrzyskach olimpijskich w 1984 w Los Angeles z powodu ich bojkotu przez Czechosłowację. Wystąpił w zawodach Przyjaźń-84, zorganizowanych w Moskwie dla lekkoatletów z państw bojkotujących igrzyska olimpijskie. Zajął 7. miejsce w trójskoku. Zajął 5. miejsce w trójskoku i 9. miejsce w skoku w dal na światowych igrzyskach halowych w 1985 w Paryżu.
Zdobył srebrny medal w trójskoku na halowych mistrzostwach Europy w 1985 w Pireusie, przegrywając tylko z Christo Markowem z Bułgarii, a wyprzedzając Volkera Maia z Niemieckiej Republiki Demokratycznej. Na kolejnych halowych mistrzostwach Europy w 1986 w Madrycie zajął w tej konkurencji 4. miejsce. Odpadł w kwalifikacjach trójskoku na mistrzostwach Europy w 1985 w Stuttgarcie. Na halowych mistrzostwach Europy w 1987 w Liévin zajął po raz kolejny 4, miejsce w trójskoku, a na halowych mistrzostwach świata w 1987 w Indianapolis 10. miejsce w tej konkurencji.
Po mistrzostwach w Indianapolis pozostał w Stanach Zjednoczonych. Studiował tam w North Central Coillege, który ukończył w 1993. Po przemianach politycznych w Czechosłowacji nadal startował dla tego kraju mieszkając w Stanach Zjednoczonych. Odpadł w kwalifikacjach trójskoku na halowych mistrzostwach świata w 1991 w Sewilli i na mistrzostwach świata w 1991 w Tokio.
Był mistrzem Czechosłowacji w trójskoku w 1986, wicemistrzem w tej konkurencji w 1985 oraz brązowym medalistą w latach 1982–1984.
26 maja 1984 w Bratysławie ustanowił rekord Czechosłowacji w trójskoku wynikiem 17,34 m. Wynik Čado w hali (17,23 m, uzyskany 2 marca 1985 w Pireusie) jest do tej pory (listopad 2021) halowym rekordem Czech.
Pozostałe rekordy życiowe Čado:
- skok w dal – 8,09 m (8 lipca 1984, Barcelona)
- skok w dal (hala) – 7,85 m (1 lutego 1984, Sindelfingen)